# Almacén temporal centralizado de España

Distribución de las centrales nucleares situadas en España.

El Almacén temporal centralizado de España es un proyecto de almacén temporal centralizado (ATC) para residuos de alta actividad planteado por el Gobierno de España en 2009 ante la necesidad de almacenar en el propio país los residuos nucleares generados en el mismo. El gobierno de José Luis Rodríguez Zapatero planteó la necesidad de un ATC en suelo hispano. A pesar de encontrar grandes reticencias entre algunos sectores de la población, 13 localidades presentaron sus propuestas para albergar la futura instalación. El 30 de diciembre de 2011, se aprobó en Consejo de Ministros una resolución por la que se seleccionaba al municipio de Villar de Cañas (Cuenca), para albergar el futuro ATC. El proyecto se encuentra actualmente paralizado.

## Necesidad de un almacenamiento temporal
El combustible gastado tiene que ser almacenado temporalmente por dos motivos: los productos de la fisión son altamente radiactivos (los isótopos inestables decaen mediante cadenas de desintegración) y generan grandes cantidades de calor, que con el tiempo va disminuyendo.  Transcurridos unos años (menos de diez), el calor generado por el combustible gastado cae por debajo de 1 kW/tonelada, y no se requiere ventilación forzada. El almacenamiento temporal debe ser capaz de proporcionar protección radiológica adecuada y tener un sistema de ventilación que evite el calentamiento del combustible (la ventilación por convección natural es suficiente).
El método más utilizado para almacenar el combustible irradiado, es introducir los elementos combustibles gastados en bastidores especiales, en el fondo de una piscina, diseñados para favorecer la refrigeración y mantener una geometría que evite la criticidad. Se utiliza agua porque tiene un alto coeficiente de transmisión del calor y buenas propiedades, como blindaje, transparencia, manejabilidad y bajo coste.
Las condiciones de seguridad del combustible durante el almacenamiento en las piscinas, están reguladas por los documentos oficiales de autorización de la explotación. Las piscinas son de hormigón armado, revestidas de acero inoxidable y están dotadas de detectores de fugas, que avisarían a la sala de control si hubieran escapes; sistemas de refrigeración, mediante cambiadores de calor, que garantizan que el combustible siempre se halle sumergido y que la temperatura del agua sea la adecuada; y sistemas de purificación del agua. Pueden estar fuera o dentro del edificio de contención.
Durante las actividades de recarga, un tercio de los elementos combustibles del núcleo son sustituidos. Eso hace que, a medida que envejece una central, sea necesario almacenar un mayor número de elementos combustibles gastados en las piscinas. Las centrales nucleares, a falta de tener un destino final para dichos elementos combustibles, pueden llegar a saturar la capacidad de las piscinas.
Por esta razón, todas las centrales nucleares de España han llevado a cabo un aumento en la capacidad de almacenamiento de sus piscinas, mediante la sustitución de los bastidores por otros que permiten un almacenamiento más compacto.

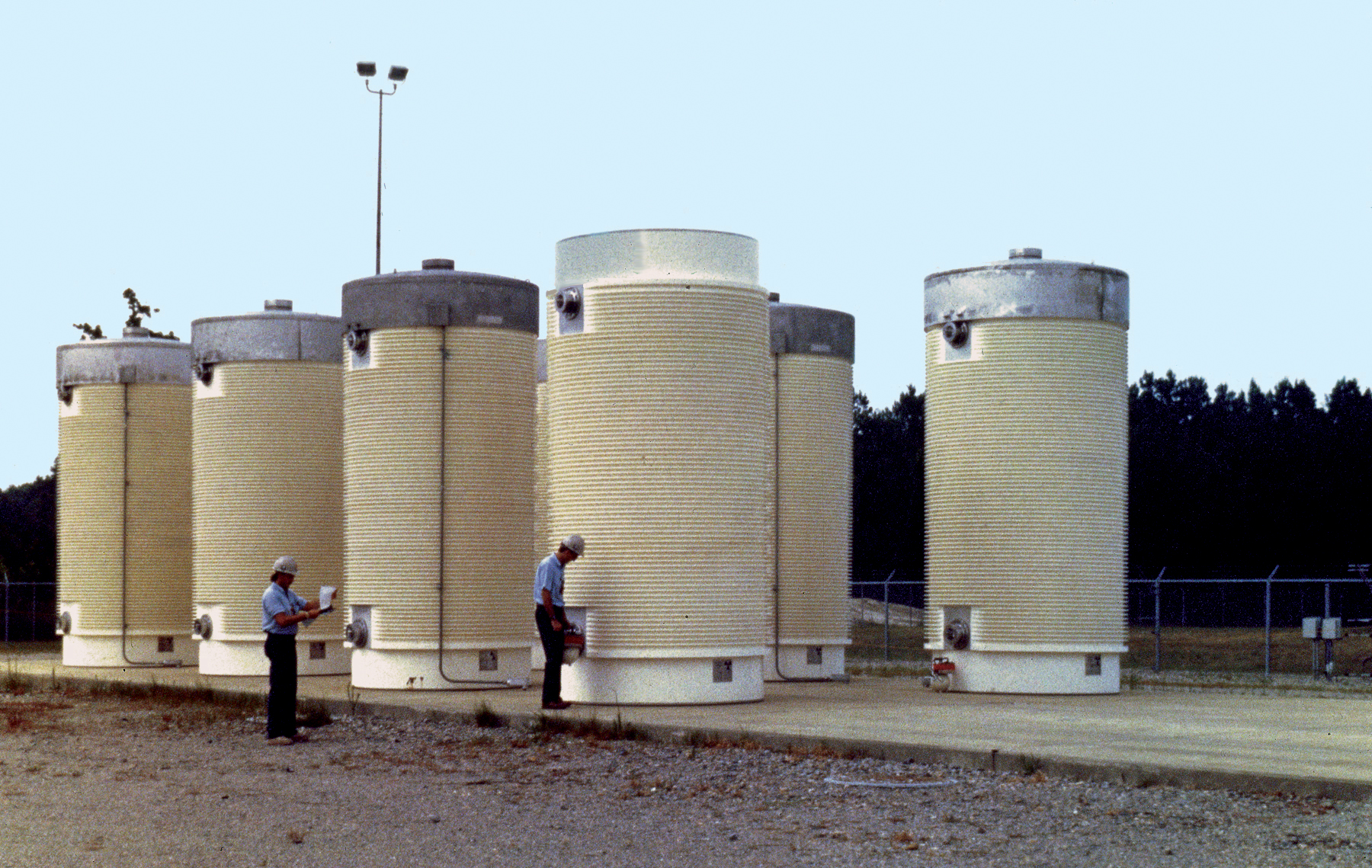
contenedores de almacenamiento en seco. Fuente:Nuclear Regulatory Commission (NRC).

Sin embargo, algunas plantas (como la central nuclear de Trillo), se han visto en la necesidad de construir instalaciones con contenedores de almacenamiento en seco.
Dichos contenedores pueden ser diseñados solo para almacenamiento (este es el caso del contenedor HI-STORM-100Z utilizado en la central nuclear José Cabrera), o para almacenamiento y transporte (este es el caso del contenedor ENSA-DPT utilizado en la central nuclear de Trillo).
Actualmente, los residuos españoles están almacenados en las propias piscinas de las centrales nucleares, o bien en almacenes temporales individualizados, denominados ATI (Trillo, Zorita, Ascó y en breve en Garoña y Almaraz). También existen residuos radiactivos de alta actividad (RAA) fuera de nuestras fronteras; se enviaron a instalaciones de Reino Unido y Francia; en el primer caso entre 1971 y 1983, una pequeña cantidad (500 barras) provenientes de la central de Garoña y en 1989 de la central de Vandellós I, tras el accidente que obligó a su desmantelamiento. El contrato que regulaba la custodia de residuos en ambos países expira en 2010 y 2017, respectivamente.
El 6º Plan de Gestión de Residuos Radiactivos, establece como prioridad principal la construcción de un Almacén Temporal Centralizado (ATC). Este tipo de instalación daría servicio a todas las centrales nucleares, y reduciría el riesgo de saturación de sus sistemas de almacenamiento (la central nuclear de Ascó ha previsto la construcción de un almacén alternativo, al quedar saturadas las piscinas de sus unidades). Esto permitiría el desmantelamiento de la instalación, una vez que la operación comercial hubiera finalizado (la central nuclear Santa María de Garoña deberá extraer su combustible antes de obtener la autorización de desmantelamiento, según especifica el artículo 28 del Reglamento de Instalaciones Nucleares y Radiactivas).
El concepto del ATC español está directamente basado en el COVRA holandés.

## Requerimientos

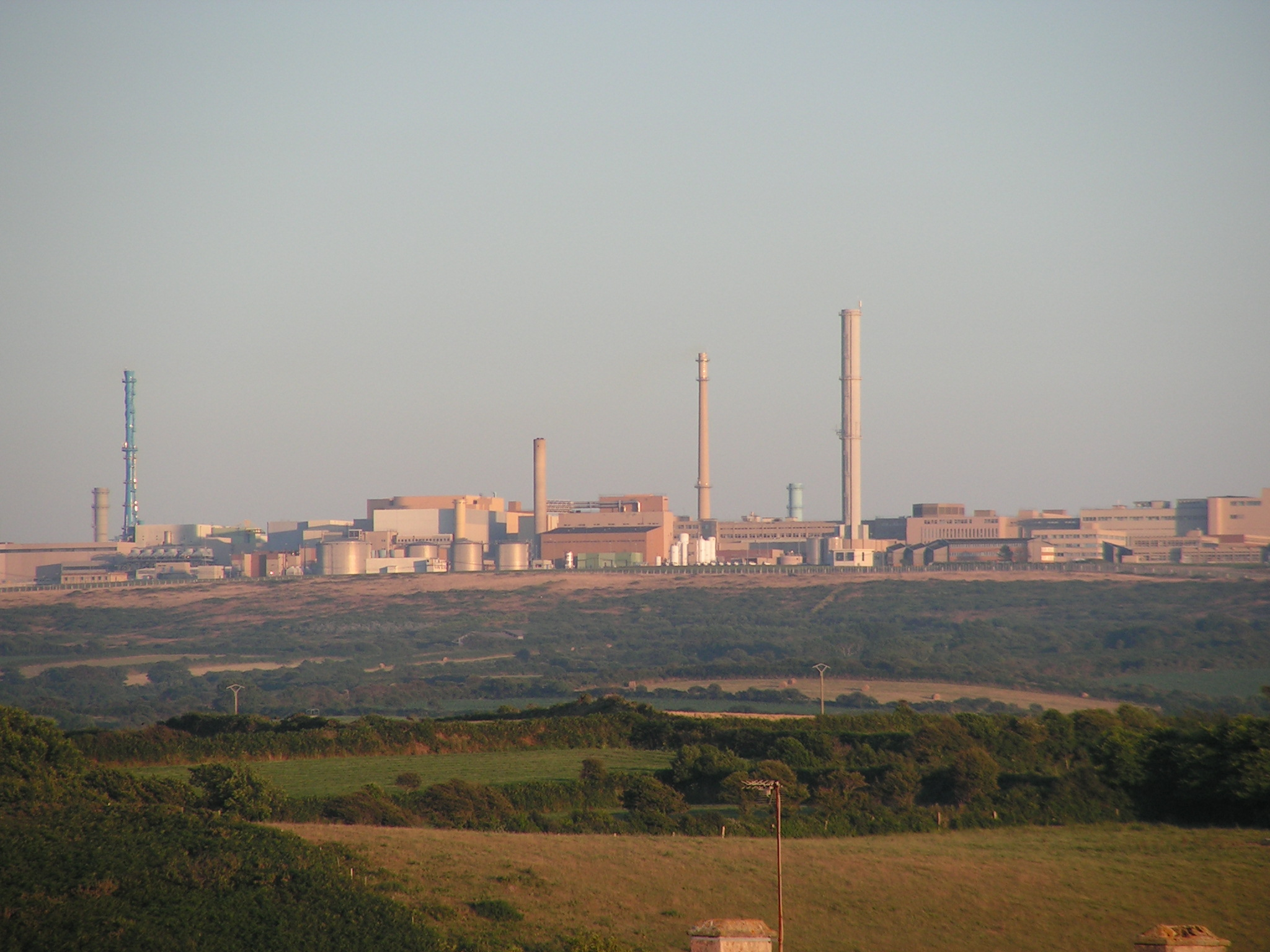
Centro de reprocesado de La Hague, en Beaumont-Hague (Francia), donde se envían buena parte de los residuos de alta actividad generados en España.

En España existe un almacén de residuos radiactivos de baja y media actividad, que se encuentra situado en El Cabril (Córdoba) y se estima que tenga capacidad para albergar los residuos producidos en el país hasta cerca de 2030.
No existe ningún almacén de residuos de alta actividad en España, por lo que durante la actividad normal de las centrales nucleares este tipo de residuos se almacenan temporalmente en piscinas situadas en sus propias instalaciones, debiendo ser trasladados a almacenes de otros países cuando las centrales son desmanteladas.
Concretamente, tiene residuos almacenados en Reino Unido, que debieron haber vuelto a España a finales de 2010, y en Francia, que debieron haber vuelto en 2011. Si España no puede asumir el retorno de estos residuos por no disponer de un lugar apropiado, deberá asumir multas de hasta 60.000 € diarios.
De los residuos radiactivos producidos en España, el 95% son de baja y media actividad y el otro 5% (160 toneladas anuales) de alta.
ENRESA, creada en 1985, es la empresa pública encargada de gestionar todos los residuos radiactivos que se generan en España. El Consejo de Seguridad Nuclear es el organismo regulador independiente, encargado de controlar sus actividades.

## Proyecto
El gobierno de España aprobó por unanimidad, en 2004, el sexto Plan General de Residuos Radiactivos de España, que contemplaba la construcción de un almacén de residuos de alta actividad centralizado.
En 2009 el gobierno elaboró un proyecto para crear el Almacén temporal centralizado de residuos de alta actividad en algún municipio español.
Este proyecto será una instalación en superficie diseñada para guardar, en seco, hasta 12.816 m³ de residuos. El aislamiento de estos se realizará mediante tres barreras: una cápsula de acero inoxidable, un tubo de almacenamiento de acero inoxidable y una estructura de hormigón de casi dos metros de espesor, siendo el conjunto impenetrable por las radiaciones.
La instalación está concebida para funcionar durante un periodo de 60 años.
Pasado este periodo operativo, y dado que la actividad de estos residuos es de centenares de años, sería necesario, según los cálculos del Ministerio de Industria, Turismo y Comercio, que hacia el año 2050 se ponga en marcha una instalación de almacenamiento definitivo, para sepultar los residuos de alta actividad y los de media actividad que no puedan ir a El Cabril.
En enero de 2010, trece municipios presentaron en primera instancia sus candidaturas para albergar el futuro ATC. La lista oficial, anunciada por el Ministerio de Industria, se hizo pública el 3 de febrero de 2010 con los siguientes municipios:
1. Albalá (Cáceres)[18]
2. Ascó (Tarragona)[19]
3. Campo de San Pedro (Segovia)[16]
4. Congosto de Valdavia (Palencia)[20]
5. Lomas de Campos (Palencia)[16]
6. Melgar de Arriba (Valladolid)[21]
7. Santervás de Campos (Valladolid)[21]

Localidades que solicitaron la ubicación del ATC en su término municipal y resaltado Villar de Cañas, donde se realizará finalmente.

8. Santiuste de San Juan Bautista (Segovia).[22]
9. Torrubia de Soria (Soria)[23]
10. Yebra (Guadalajara)[24]
11. Villar de Cañas (Cuenca)[25]
12. Villar del Pozo (Ciudad Real)[20]
13. Zarra (Valencia)[26]

En la lista oficial figuraban dos candidaturas que ya habían retirado formalmente su candidatura: Santiuste de San Juan Bautista y Campo de San Pedro, ambas en la provincia de Segovia.
Además, la candidatura de Torrubia de Soria no cumplía con lo establecido en la convocatoria pública, ya que esta indica que quedan excluidas automáticamente las áreas que formen parte de la Red Natura 2000 y el municipio de Torrubia se encuentra totalmente incluido en la ZEPA de Altos Campos de Gómara,
Al final será el municipio conquense de Villar de Cañas donde se abrirá el ATC. El 30 de julio de 2012, ENRESA adquirió los terrenos denominados como "La Campana", "Las Balanzas" o "Los Boleos", con una extensión total de unas 55 hectáreas, para su construcción (Coordenadas: 38°41′01″N 02°34′07″O / 38.68361, -2.56861). La empresa pagó unos 10.400 euros por hectárea a los 14 propietarios de las parcelas afectadas. En septiembre de 2012, el presidente de ENRESA declaró que las obras se iniciarían en "un año y medio o dos", es decir, en torno a 2014. Se preveía que la instalación estuviera terminada en 2016.

## Paralización
Actualmente la licitación del ATC se encuentra paralizada hasta que el Consejo de Seguridad Nuclear conceda los permisos y termine de analizar los informes, que indican que el emplazamiento elegido no era el adecuado.
Esto hará encarecer el presupuesto del proyecto en más del 30%. Esta mala gestión podría haber sido una de las causas de la destitución de Francisco Gil-Ortega como presidente de ENRESA.

## Controversia

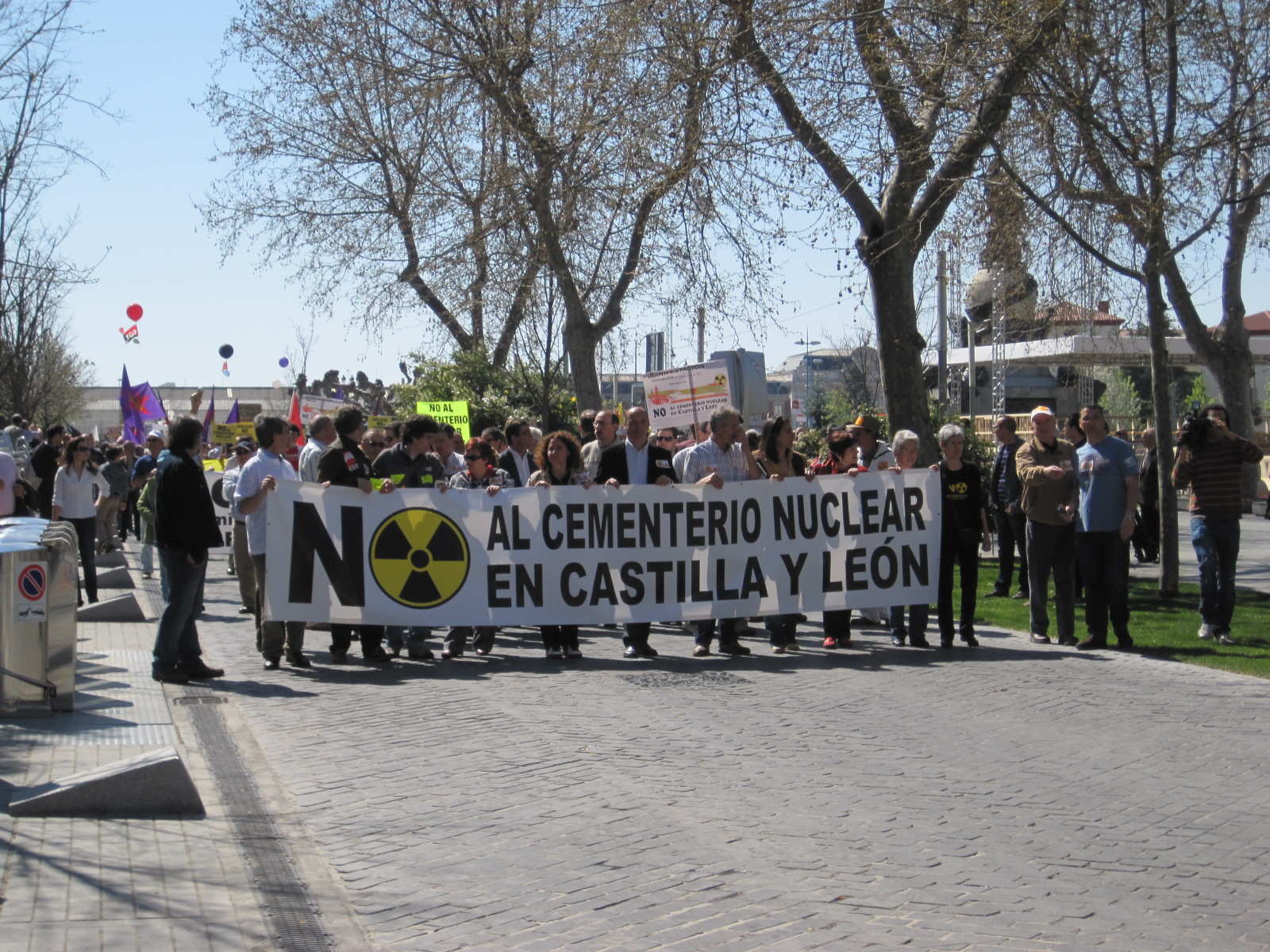
Cabecera de la manifestación anti cementerio nuclear celebrada en Valladolid el 11 de abril de 2010.

Algunos sectores de la sociedad y organizaciones ecologistas mostraron su rechazo por la ubicación en distintos puntos de España del ATC, lo que generó un importante debate en la sociedad. El tema alcanzó un importante trasfondo político cuando incluso los gobiernos regionales de algunas comunidades autónomas rechazaron la decisión de ayuntamientos pertenecientes a éstas que habían solicitado el almacén. Así, el 1 de febrero, el pleno del Parlamento de Castilla-La Mancha rechazó, con los votos en contra del Partido Popular, la construcción del ATC en toda la comunidad, a pesar de que tres de sus municipios habían presentado candidatura.
En Extremadura, sin embargo, fue el PP quien rechazó la ubicación del ATC en la región, argumentando que ya contaban con otras instalaciones nucleares, como la central nuclear de Almaraz. El gobierno de coalición de la Generalidad de Cataluña mostró también su desacuerdo con que el almacén fuera construido en la comunidad, justificado por la presencia de tres reactores nucleares en Cataluña. La Junta de Castilla y León por su parte, aceptó la ubicación del ATC en la comunidad, a la vez que urgió al Gobierno a prorrogar el funcionamiento de la Central nuclear de Garoña, con licencia hasta 2013.
El asunto planteó también el debate en el seno del entonces partido gobernante, el PSOE, cuando algunos de sus líderes regionales comunicaron al Presidente del Gobierno su rechazo al emplazamiento del almacén en sus respectivas comunidades.

## Relación con el proyecto IPES
En 1986, cuando España entró en la Comunidad Económica Europea, el Gobierno de Felipe González aprobó el proyecto de Instalación Piloto Experimental Subterránea (IPES), durante años considerado como el primer proyecto de almacén temporal centralizado (ATC) en España, como hoy sigue apareciendo en numerosas web de organizaciones ecologistas. Pero el proyecto IPES en realidad era un laboratorio experimental subterráneo con el que se pretendía estudiar la respuesta de rocas graníticas a la existencia de fuentes de radiactividad externas, con el objetivo de conocer la viabilidad de este tipo de rocas a la hora de desarrollar un ATC. Pero el fuerte rechazo social, que incluyó el secuestro del vicepresidente segundo de la Diputación de Salamanca, obligaron a la cancelación de proyecto antes de que este se pusiera en marcha.